# Frontière entre la Guinée-Bissau et le Sénégal

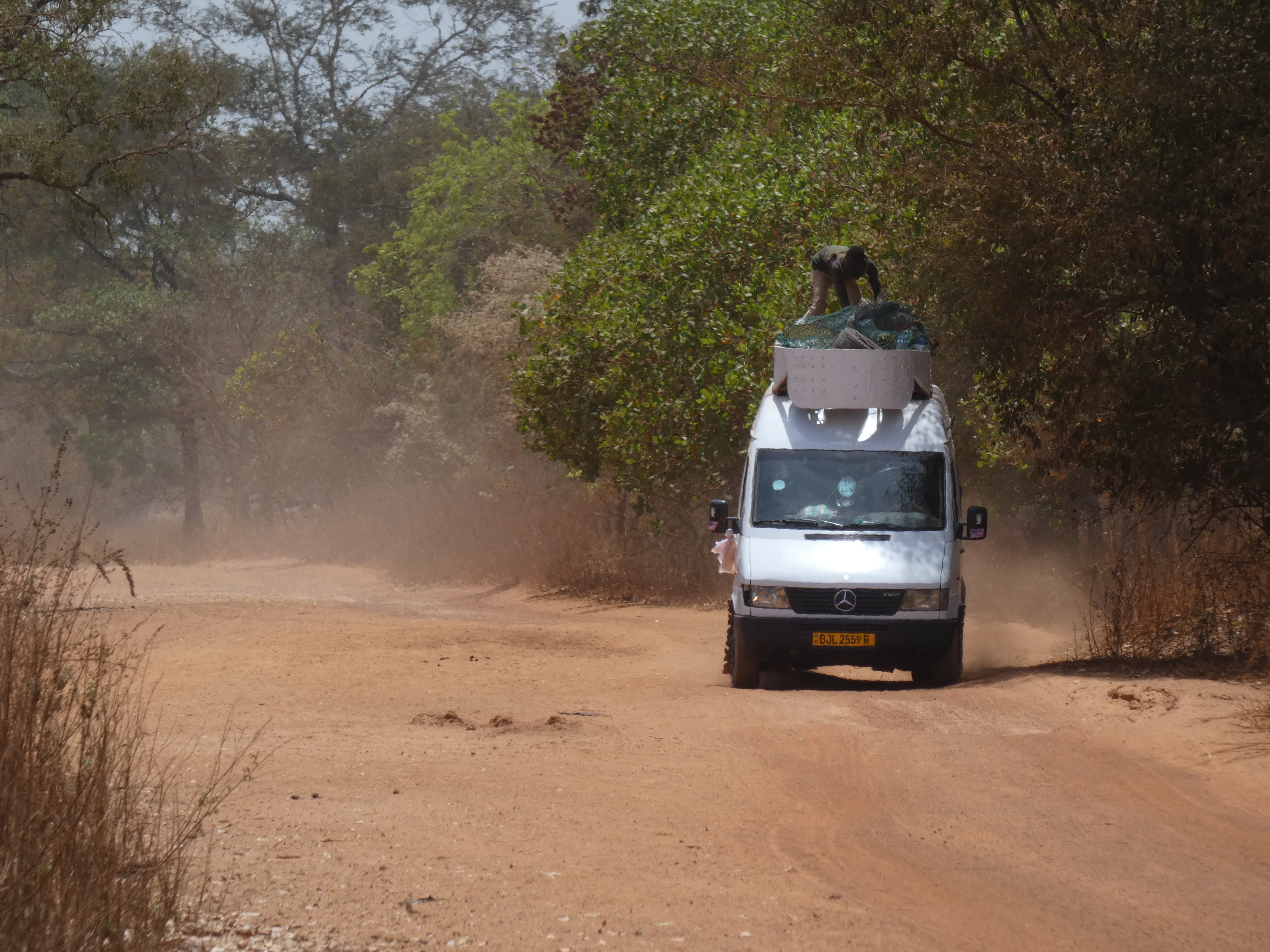
Sénégalais revenant du gamou de Bidjini en Guinée-Bissau.

La frontière entre la Guinée-Bissau et le Sénégal est longue de  341 km et s'étend de l'Océan Atlantique à l'Ouest du tripoint avec la Guinée située à l'Est.

## Description
La frontière débute à l'Ouest du Cap Roxo sur la côte atlantique et se poursuit en direction du Nord-est selon des successions de lignes irrégulières et de lignes droits en passant le 12e parallèle nord ; à 12°40N elle tourne vers l'Est puis suit une ligne droite vers le tripoint guinéen.

## Localités voisines

### Guinée-Bissau
- Varela
- Susana
- São Domingos
- Sedendal
- Ingore
- Barro
- Bigene
- Dungal
- Cuntima
- Cambaju
- Sare Bacar
- Pirada

### Sénégal
- Kabrousse
- Samine
- Mpack
- Tanaff
- Kamboua
- Salikégné
- Koumbakara